# David O. Brink
David O. Brink, né le 16 janvier 1958 à Minneapolis, est professeur de philosophie à l'université de Californie à San Diego. Ses travaux portent sur la philosophie morale, politique et du droit.
Il obtient son Ph.D. de philosophie à l'université Cornell où il travaille avec Terence Irwin et David Lyons (en). Il enseigne au Massachusetts Institute of Technology avant de rejoindre la faculté de l'UCSD.

## Publications (sélection)
- Mill's Progressive Principles (Oxford:  Clarendon Press, 2013).
- Perfectionism and the Common Good:  Themes in the Philosophy of T.H. Green(Oxford:  Clarendon Press, 2003).
- Moral Realism and the Foundations of Ethics (New York:  Cambridge University Press, 1989)

## Source de la traduction
- (en) Cet article est partiellement ou en totalité issu de l’article de Wikipédia en anglais intitulé « David O. Brink » (voir la liste des auteurs).